# 沖縄旗

沖縄旗

沖縄旗（おきなわき）は、沖縄民政府が「沖縄を象徴する旗」を定めようということで、企画・制定しようとした旗。「琉球旗（りゅうきゅうき）」とも言うが、ここで言う沖縄とは沖縄民政府の行政範囲（沖縄諸島）である。
青は平和を、白は自由を、赤は熱誠を、星は希望を表している。青地に白星、紅白の帯は星条旗と類似の意匠であるが、スラヴ系国家の国旗の配色（汎スラヴ色）とも似ており、また東南アジアに居住するカレン族の民族旗と配色・デザインが全く同じだが、無関係である。
1950年に発表されたが、住民の関心が得られなかったため、琉球列島米国軍政府は「琉球の統合政府ができてから決める」と声明を出した。そして後継の琉球政府に引き継がれることもなく、そのまま幻の旗になってしまった。このため、「琉球政府旗」ではない。